# Delphinium keminense
Delphinium keminense là một loài thực vật có hoa trong họ Mao lương. Loài này được Pachom. mô tả khoa học đầu tiên năm 1972.